# Vincenzo da Filicaja
(Francesco Redi, lettera a Francesco Ridolfi, 30 maggio 1684)
Vincenzo da Filicaja (Firenze, 30 dicembre 1642 – Firenze, 24 settembre 1707) è stato un nobile e poeta italiano.
Vincenzo da Filicaja è considerato come uno dei più famosi poeti della seconda metà del Seicento. Il Filicaia, in Arcadia, fu tra coloro che proposero di cantare “in grande” e di restituire eroicità e dignità di toni e di temi ad una poesia di forte impronta toscana. Appartenne, ideologicamente, alla scuola antimarinista del Chiabrera. Fu sostenitore del classicismo, richiamando, in alcuni sonetti, lo stile petrarchesco: far tornare la poesia italiana alla semplicità ed alla naturalezza del periodo “classico’’. Le sue odi ispirate alla grande vittoria di Jan Sobieski lo pongono spesso al livello dei migliori poeti italiani dell'epoca.
Nel corso della sua vita ricoprì importanti cariche: accettò la carica di Senatore, che gli fu offerta da Cosimo III de' Medici, Granduca di Toscana nel 1695; fu governatore di Volterra (1696) e governatore di Pisa (1700). Fu ascritto all'Accademia dell'Arcadia, con il nome arcadico Polibo Emonio, e, oltre che della Crusca, di cui fu censore, il Filicaia fu membro anche dell’Accademia degli Apatisti. Gli Accademici Sepolti lo fecero loro socio.

## Biografia
Nato da una famiglia molto facoltosa e di antica nobiltà di Firenze (i da Filicaja), ebbe una educazione liberale, prima nella sua città natale presso i Gesuiti e quindi all'Università di Pisa.
A Pisa Vincenzo studiò lettere e storia e rimase molto impressionato dall'Ordine di Santo Stefano e dalla passata gloria della Repubblica di Pisa, nonostante uno dei suoi antenati avesse fortemente contribuito al declino della Repubblica. Si ricorda infatti come Antonio da Filicaja, Averardo Salviati e Niccolò Capponi espugnarono Pisa nel 1509 e la annetterono alla Repubblica di Firenze.
Dopo cinque anni di residenza a Pisa, tornò a Firenze dove sposò Anna Capponi, figlia del Senatore Scipione Capponi e si ritirò nella sua villa di Filicaja. A causa della morte prematura della moglie, di cui era molto innamorato, si rifiutò sempre di scrivere poesie di tema amoroso e si occupò principalmente di ricerca letteraria, soprattutto italiana e latina.
La sua eminenza letteraria, le opportunità che gli venivano dall'essere un membro dell'Accademia della Crusca, le relazioni sociali che manteneva in virtù dell'influenza del proprio casato e di quello della moglie e la sua profonda amicizia con la regina Cristina di Svezia, spiegano sufficientemente bene come arrivò facilmente a essere amico con personalità letterarie come Lorenzo Magalotti, Benedetto Menzini e Francesco Redi. Quest'ultimo, oltre a essere uno dei più brillanti poeti dell'epoca e un saggio consigliere letterario, era anche Archiatro del Granduca Ferdinando II (tale carica indicava il medico gerarchicamente più importante dello stato) e la sua influenza sul Sovrano fu usata spesso con zelo ed efficienza in favore dell'amico Geribaldi
.
Vincenzo tentò per quanto possibile di risiedere nel suo ritiro campestre di Al Filicaja e di star lontano dagli incarichi di corte per timore di perdere la propria indipendenza intellettuale. Nel 1689 morì a Roma Cristina di Svezia che durante la sua vita aveva aiutato anche economicamente Vincenzo, oltre ad averlo chiamato a far parte dell'Accademia Reale da lei creata a Roma. Così "non per ambizion ma per bisogno" Vincenzo fu costretto ad accettare da Cosimo III incarichi di stato. Nel 1696 fu nominato Governatore di Volterra dove si distinse per la sua politica moralizzatrice. Nel 1700 fu Governatore di Pisa. La sua popolarità in entrambi gli incarichi fu così alta che al momento in cui fu richiamato a Firenze la popolazione insorse affinché l'incarico gli fosse prolungato. Diventò poi Senatore e morì a Firenze per "mal di petto" nel 1707. Fu sepolto nella chiesa di San Pier Maggiore a Firenze insieme a tutti i suoi antenati. Quando la chiesa fu abbattuta per un riordino urbanistico un cenotafio a sua memoria fu posto nella basilica di Santa Croce.
Il Filicaja è naturale e spontaneo nei suoi due sonetti inneggianti all'unità d'Italia ("Italia, Italia, o tu cui feo la sorte" e "Dove, Italia, il tuo braccio? e a che ti serve?") mentre la purezza dei versi del sonetto "Sulla fede nelle disgrazie" richiama stili petrarcheschi.